# Liste der Baudenkmale in Röderland
In der Liste der Baudenkmale in Röderland sind alle Baudenkmale der brandenburgischen Gemeinde Röderland und ihrer Ortsteile aufgelistet. Grundlage ist die Veröffentlichung der Landesdenkmalliste mit dem Stand vom 31. Dezember 2023. Die Bodendenkmale sind in der Liste der Bodendenkmale in Röderland aufgeführt.
Die Gemeinde Röderland entstand am 26. Oktober 2003 aus dem freiwilligen Zusammenschluss der bis dahin selbständigen Gemeinden Haida, Prösen, Reichenhain, Saathain, Stolzenhain und Wainsdorf des Amtes Röderland. Das markanteste Baudenkmal von Röderland ist der im 18. Jahrhundert errichtete Elsterwerda-Grödel-Floßkanal, welcher sich innerhalb der Gemeinde von der nordöstlichen Gemarkungsgrenze des Ortsteils Prösen bis zur sächsischen Landesgrenze erstreckt. Das Älteste sind die Überreste des aus dem 12. Jahrhundert stammenden Schlosses Saathain. Weitere ortsbildprägende Baudenkmäler sind die Dorfkirchen in Prösen, Stolzenhain, Saathain und Würdenhain. In Würdenhain ist des Weiteren das einzige erhaltene Umgebindehaus des Landkreises Elbe-Elster zu finden.

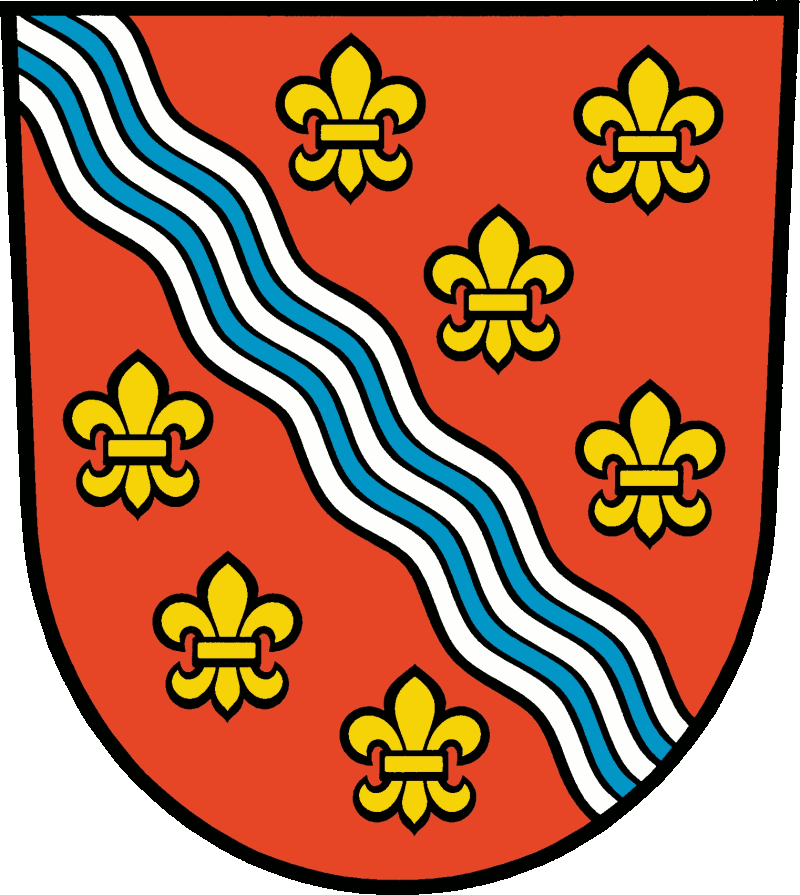
Wappen der Gemeinde Röderland

## Legende
In den Spalten befinden sich folgende Informationen:
- ID-Nr.: Die Nummer wird vom Brandenburgischen Landesamt für Denkmalpflege vergeben. Ein Link hinter der Nummer führt zum Eintrag über das Denkmal in der Denkmaldatenbank. In dieser Spalte kann sich zusätzlich das Wort Wikidata befinden, der entsprechende Link führt zu Angaben zu diesem Denkmal bei Wikidata.
- Lage: die Adresse des Denkmales und die geographischen Koordinaten. Link zu einem Kartenansichtstool, um Koordinaten zu setzen. In der Kartenansicht sind Denkmale ohne Koordinaten mit einem roten beziehungsweise orangen Marker dargestellt und können in der Karte gesetzt werden. Denkmale ohne Bild sind mit einem blauen bzw. roten Marker gekennzeichnet, Denkmale mit Bild mit einem grünen beziehungsweise orangen Marker.
- Bezeichnung: Bezeichnung in den offiziellen Listen des Brandenburgischen Landesamtes für Denkmalpflege. Ein Link hinter der Bezeichnung führt zum Wikipedia-Artikel über das Denkmal.
- Beschreibung: die Beschreibung des Denkmales
- Bild: ein Bild des Denkmales und gegebenenfalls einen Link zu weiteren Fotos des Baudenkmals im Medienarchiv Wikimedia Commons

## Über die Gemeindegrenzen hinaus
| ID-Nr.                           | Lage   | Bezeichnung | Beschreibung | Bild               |
| -------------------------------- | ------ | --- | --- | ------------------ |
| 09135504                         | (Lage) | Grödel-Elsterwerdaer Floßkanal zwischen Elsterwerda und Prösen | Verlauf innerhalb der Gemeinde Röderland in der Gemarkung Prösen. Beginn des Floßkanals der Elbe beim sächsischen Grödel ⊙ Ende des Floßkanals an der Pulsnitz in Elsterwerda ⊙ Der Elsterwerda-Grödel-Floßkanal ist eine im 18. Jahrhundert angelegte Wasserstraße, die die Pulsnitz in Elsterwerda mit der Elbe bei Grödel verbindet. Ursprünglicher Zweck des in der Gegenwart vor allem zu Naherholungszwecken genutzten Kanals war es, den hohen Bedarf an Holz im Raum Dresden/Meißen aus den Wäldern in der Umgebung des damals noch zu Sachsen gehörenden Elsterwerda (heute brandenburgisch) zu decken. Sein Bau erfolgte auf persönliche Anordnung des sächsischen Kurfürsten. Später diente er bis zur Einstellung der Schifffahrt im Jahre 1942 in erster Linie als Transportweg für das Gröditzer Eisenwerk. Zum Transport wurden auf dem Kanal von Bomätschern gezogene Kähne eingesetzt, getreidelt. Ab den 1960er Jahren bis zur Wende wurde er als Bewässerungskanal genutzt. | weitere Bilder     |
| 09135503                         | ()     | Grenzsteine 161, 167 und 176 der preußisch-sächsischen Grenze an der Landesgrenze zu Sachsen, Nr. 161: Gemarkung Großthiemig, Flur 14, Flurstück 249 Nr. 167: Gemarkung Gröden, Flur 14, Flurstück 188 Nr. 176: Gemarkung Wainsdorf, Flur 3, Flurstück 246 | Die Grenzsteine befinden sich an der Kreisgrenze Riesa und Großenhain. | ein Bild hochladen |
| 09136465 Teilobjekt zu: 09135503 | ()     | Grenzstein | Der Grenzstein 176 aus der Zeit von 1828 / 1835 befindet sich südöstlich der Ortslage, an der Landesgrenze nach Sachsen. | ein Bild hochladen |

## Baudenkmale in den Ortsteilen

### Prösen
| ID-Nr.   | Lage               | Bezeichnung | Beschreibung | Bild           |
| -------- | ------------------ | ----------- | --- | -------------- |
| 09135485 | Hauptstraße (Lage) | Dorfkirche  | Die evangelische Kirche wurde ursprünglich 1655 erbaut. In den Jahren 1793 bis 1794 wurde die Kirche erweitert. Der Turm hat einen quadratischen Grundriss und ein achteckiges Oberteil. Die Empore im Inneren stammt aus dem 18. Jahrhundert. | weitere Bilder |

### Reichenhain
| ID-Nr.   | Lage              | Bezeichnung            | Beschreibung | Bild           |
| -------- | ----------------- | ---------------------- | --- | -------------- |
| 09135487 | Dorfstraße (Lage) | Glockenturm mit Glocke | Der um 1900 errichtete Glockenturm wurde von Johann Strauch gestiftet und am 1. April 1900 eingeweiht. Die Glocke stammt aus der Glockengießerei Franz Schilling in Apolda. Der Turm wurde 1995 restauriert und am 29. November 1995 der Bevölkerung wieder übergeben. | weitere Bilder |

### Saathain
| ID-Nr.                           | Lage                   | Bezeichnung                                              | Beschreibung | Bild                                                     |
| -------------------------------- | ---------------------- | -------------------------------------------------------- | --- | -------------------------------------------------------- |
| 09135491                         | Alte Dorfstraße (Lage) | Gutsanlage mit Kirche, Park und Schlossruine             | Die Reste des 1140 urkundlich erstmals erwähnten Schlosses Saathain mit dem dazugehörenden einstigen Rittergut befinden sich linksseitig der Schwarzen Elster am Ortsausgang in Richtung Elsterwerda. Nachdem das historische Gebäude im April 1945 einem Brand zum Opfer gefallen war, sind in der Gegenwart nur noch die Grundmauern erhalten, auf denen sich eine früher als Café bewirtschaftete Terrasse befindet. Die zum einstigen Schloss gehörende Parkanlage wurde ab 1972 in einen Rosengarten umgestaltet. | weitere Bilder                                           |
| 09136291 Teilobjekt zu: 09135491 | Am Park (Lage)         | Kirche / Dorfkirche                                      | Auf dem Gelände befindet sich westlich der Schlossanlage die ehemalige Gutskirche. Die Fachwerkkirche stammt aus dem Jahre 1629. Im Jahre 1816 wurde die Kirche umgebaut und der Turm errichtet. Im Inneren stammt die Bemalung der Decke aus der Zeit Anfang des 17. Jahrhunderts. Ende der 1980er Jahre erfolgten umfangreiche Sanierungsmaßnahmen im Inneren des Bauwerks. Die Restaurierung des Glockenturms war 2011 abgeschlossen.                                                                               | weitere Bilder                                           |
| 09136292 Teilobjekt zu: 09135491 | (Lage)                 | Schlosspark                                              | | Schlosspark                                              |
| 09136293 Teilobjekt zu: 09135491 | (Lage)                 | Herrenhaus                                               | | Herrenhaus                                               |
| 09135017                         | Breite Straße 1 (Lage) | Wohnhaus mit Auszugshaus, Scheune und Wirtschaftsgebäude | Bei dem Gebäudeensemble handelt es sich um ein im Jahre 1831 errichtetes Fachwerkhaus mit Lehmstakenausfachung und Krüppelwalmdach sowie ein aus der Zeit um 1900 stammendes mit einem Satteldach versehenes Auszüglerhaus. Des Weiteren gehören Stall und Scheune dazu. | Wohnhaus mit Auszugshaus, Scheune und Wirtschaftsgebäude |
| 09136182 Teilobjekt zu: 09135017 | Breite Straße 1 (Lage) | Auszüglerhaus & Scheune & Stall                          | | BW                                                       |
| 09135490                         | Alte Dorfstraße (Lage) | Brunnen, auf dem Dorfplatz                               | Der Standort des Springbrunnens aus dem Jahr 1930 befand sich ursprünglich vor dem Saathainer Schloss. 1953 erfolgte dann die Umsetzung auf seinem heutigen Standort auf dem Dorfplatz. | Brunnen, auf dem Dorfplatz                               |

### Stolzenhain an der Röder
| ID-Nr.            | Lage                     | Bezeichnung                                                                            | Beschreibung | Bild                                                                                   |
| ----------------- | ------------------------ | -------------------------------------------------------------------------------------- | --- | -------------------------------------------------------------------------------------- |
| 09135494 Wikidata | Saathainer Straße (Lage) | Dorfkirche                                                                             | Die evangelische Kirche stammt aus der Zeit Ende des 16. Jahrhunderts. Der Turm wurde 1728 errichtet, Vorbild war der Turm aus dem Jahre 1727. Die Ausstattung im Inneren stammt aus der Zeit um 1600.                                               | weitere Bilder                                                                         |
| 09135705          | Gröditzer Straße (Lage)  | Denkmal für die Gefallenen im Deutsch-Französischen Krieg 1870/1871, auf dem Dorfanger | Südlich der Kirche befindet sich auf dem Dorfanger das Kriegerdenkmal für die gefallenen Dorfbewohner des Deutsch-Französischen Krieges (1870/71) aus dem Jahre 1879. Es zeigt auf einem gestuften Sockel stehend die griechische Siegesgöttin Nike. | Denkmal für die Gefallenen im Deutsch-Französischen Krieg 1870/1871, auf dem Dorfanger |

### Würdenhain
| ID-Nr.            | Lage                              | Bezeichnung                     | Beschreibung | Bild                            |
| ----------------- | --------------------------------- | ------------------------------- | --- | ------------------------------- |
| 09135405 Wikidata | Würdenhainer Dorfstraße (Lage)    | Dorfkirche                      | Die evangelische Kirche wurde zur Zeit der Spätgotik erbaut und der Heiligen Katharina geweiht. Sie ist heute das älteste sowie markanteste Gebäude des etwa 120 Einwohner umfassenden Ortes. Ihr aus dem 16. Jahrhundert stammender Kirchturm, wurde durch einen Orkan im Jahre 1972 schwer beschädigt und bekam in der Folgezeit seine heutige Gestalt. | weitere Bilder                  |
| 09135406          | Würdenhainer Dorfstraße 10 (Lage) | Wohnstallhaus mit Giebelgebinde | Das Gebäude ist das einzige erhaltene Umgebindehaus im Landkreis Elbe-Elster und das älteste Bauernhaus des Dorfes. Seit dem Jahr 2009 befindet es sich im Besitz der Gemeinde Röderland. Es handelt sich um ein aus der ersten Hälfte des 18. Jahrhunderts stammendes mit einem Satteldach versehenes eingeschossiges Wohnstallhaus mit Giebelgebinde.   | Wohnstallhaus mit Giebelgebinde |